# Плейгърл
Плейгърл (на английски: Playgirl) е месечно лайфстайл списание, което се публикува в САЩ и което включва полуголи или голи снимки на мъже. Списанието е създадено през 1973 по време на пика на феминисткото движение в отговор на еротичните мъжки списания като Плейбой и Пентхаус, които включват подобни снимки, но на жени.
Списанието е добре известно с 2 публични жълтеникави новини, за това че предлага на Чарлз, Принца на Уелс сумата от 45 хил. долара да се появи гол в средата на 1990 и за това, че публикува фотография, наречена „Мъжете от Енрон“ през септември 2002, в която предишните служители на Енрон „загубват ризите си“.
Макар че списанието има маркетингова насоченост към хетеросексуалните жени, Мишел Зип, главен редактор, казва през 2003 „Гей читателите са около 30%“. И добавя, „това е забавление за жени, тъй като няма друго списание, което да се грижи за жените, така както ние го правим, но ние обичаме също така и нашите гей читатели.“ Също през 2003 президентът на Транс Диджитал Медия (управляващата компания на марката Playgirl TV) Марк Граф казва, че 50% от читателите на Плейгърл са гейове.